# Danny Rombley
Danny Rombley (Amersfoort, 26 november 1979) is een rechtshandige Nederlandse honkballer.
Rombley is buitenvelder. Van 1998 tot 2004 speelde Rombley bij diverse Minor League clubs in de organisatie van de Montreal Expos die later Washington Nationals ging heten. Daarna keerde hij terug naar de honkbal hoofdklasse waar hij uit kwam voor Kinheim. Na het seizoen 2010 tekende Rombley bij UVV.
In maakte Rombley zijn debuut voor het Nederlands honkbalteam in 1998 bij de Haarlemse Honkbalweek en het WK. Ook in 2001 was Rombley bij de WK van de partij. In 2003 keerde hij bij het Nederlands team terug en speelde onder meer het EK, maar niet het WK. Een jaar later werd hij ook niet geselecteerd voor de Olympische Spelen van 2004 in Athene.
Bij zijn terugkeer bij Oranje in 2005 op het EK én WK werd hij uitgeroepen tot beste buitenvelder. Sindsdien is hij een vaste waarde in het team, al miste hij het WK van 2007. In Peking nam hij met het Nederlands team deel aan de Olympische Spelen.
Op het WK van 2011 werd hij met Nederland wereldkampioen.
Sharnol Adriana · 
David Bergman · 
Leon Boyd · 
Yurendell de Caster · 
Rob Cordemans · 
Dave Draijer · 
Michael Duursma · 
Bryan Engelhardt · 
Percy Isenia · 
Sidney de Jong · 
Michiel van Kampen · 
Eugene Kingsale · 
Dirk van 't Klooster · 
Roel Koolen · 
Raily Legito · 
Diego Markwell · 
Shairon Martis · 
Martijn Meeuwis · 
Danny Rombley · 
Jeroen Sluijter · 
Tjerk Smeets · 
Alexander Smit · 
Juan Carlos Sulbaran · 
Pim Walsma